# 春日居町站
春日居町站（日语：／ Kasugaichō eki */?）是東日本旅客鐵道（JR東日本）中央本線的鐵路車站，位於日本山梨縣笛吹市春日居町別田。

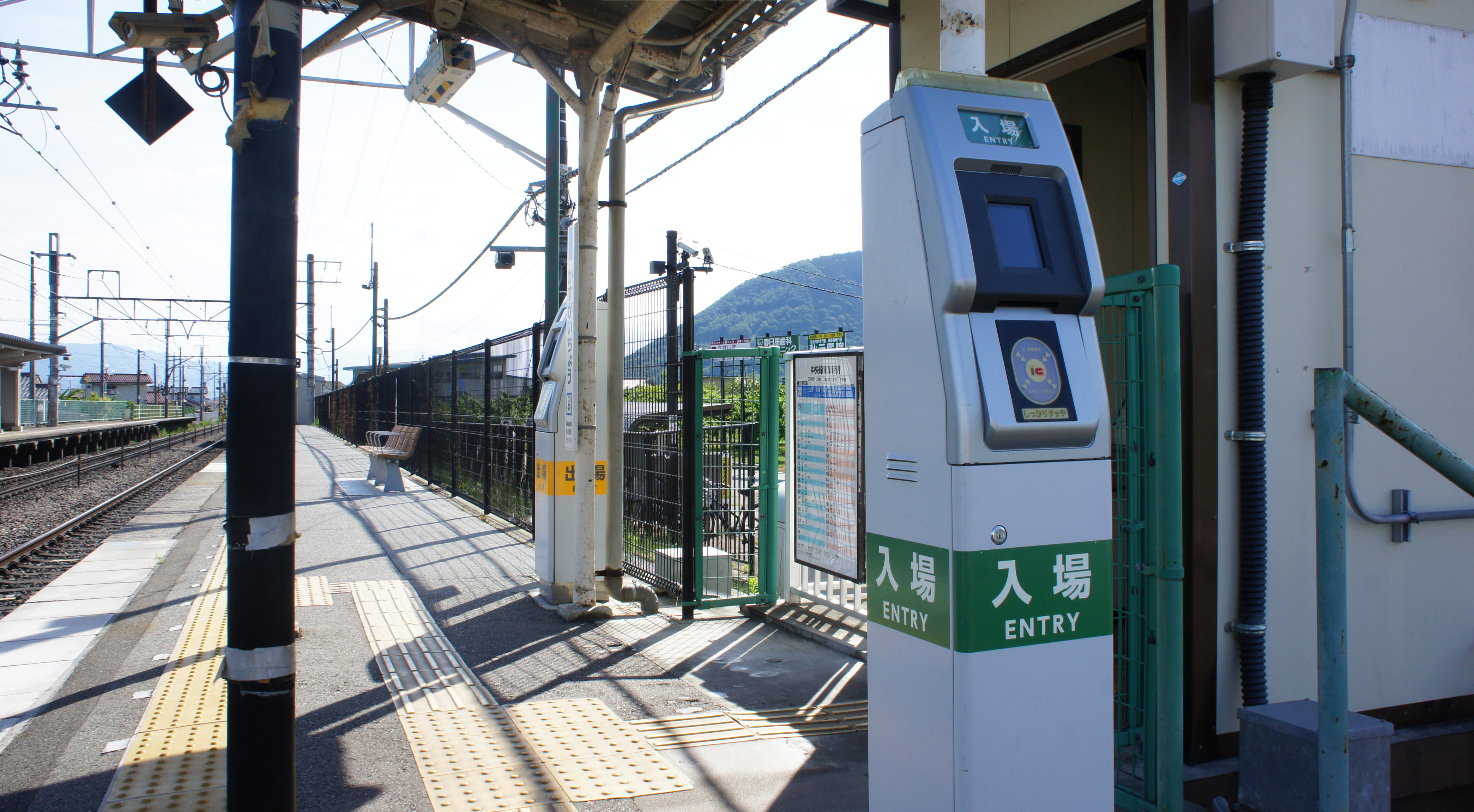
上行線驗票口(2021年5月)

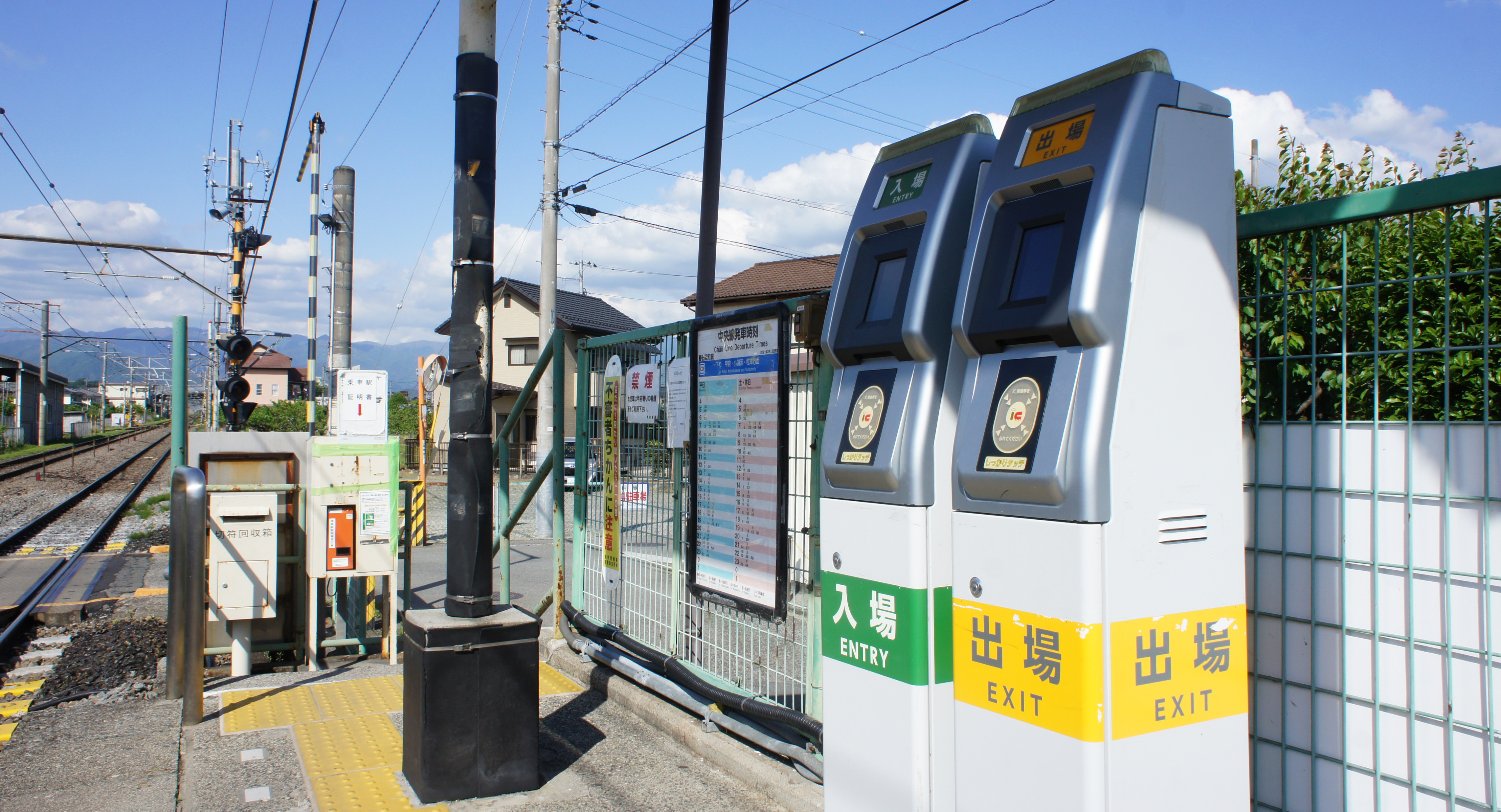
下行線驗票口(2021年5月)

## 歷史
- 1954年（昭和29年）12月1日：開業，為日本國有鐵道的一個車站，車站名稱為別田站。
- 1970年（昭和45年）10月1日：改為招呼站。
- 1987年（昭和62年）4月1日：國鐵分割民營化，成為東日本旅客鐵道的一個車站。
- 1993年（平成5年）4月1日：改為現在名稱。
- 2004年（平成16年）10月16日：本站被编入東京近郊區間，可以使用Suica。

## 車站結構
本站為側式月台2面2線的地面車站。

### 月台配置
| 月台 | 路線     | 方向 | 目的地                           |
| ---- | -------- | ---- | -------------------------------- |
| 南側 | 中央本線 | 下行 | 石和溫泉、甲府、小淵澤、松本方向 |
| 北側 | 中央本線 | 上行 | 鹽山、大月、高尾、東京方向       |

（來源：JR東日本:車站構內圖 （页面存档备份，存于））

## 使用情況
1日平均人次根據「山梨縣統計年鑑」的數值除以1年日數算出。
| 上車人次推移       | 上車人次推移 | 上車人次推移 |
| 年度               | 1日 上車人次 | 來源         |
| ------------------ | ------------ | ------------ |
| 2000年（平成12年） | 379          | [ 1 ]        |
| 2001年（平成13年） | 379          | [ 2 ]        |
| 2002年（平成14年） | 382          | [ 3 ]        |
| 2003年（平成15年） | 392          | [ 4 ]        |
| 2004年（平成16年） | 402          | [ 5 ]        |
| 2005年（平成17年） | 399          | [ 6 ]        |
| 2006年（平成18年） | 461          | [ 7 ]        |
| 2007年（平成19年） | 490          | [ 8 ]        |
| 2008年（平成20年） | 504          | [ 9 ]        |
| 2009年（平成21年） | 498          | [ 10 ]       |
| 2010年（平成22年） | 510          | [ 11 ]       |

## 车站周边
- 笛吹市役所春日居支所
- 笛吹市立春日居小学
- 春日居郵政局
- 保泉寺
- 国道140号（青梅街道）

## 相鄰車站
東日本旅客鐵道（JR東日本）
 中央本線
山梨市（CO 39）－春日居町（CO 40）－石和溫泉（CO 41）

## 外部連結
- 車站資訊（春日居町）：東日本旅客鐵道